# لئونارد پفدرل
لئونارد پفدرل (انگلیسی: Leonhard Pföderl؛ زادهٔ ۱ سپتامبر ۱۹۹۳) بازیکن هاکی روی یخ اهل آلمان است.